# Finnlandhaus

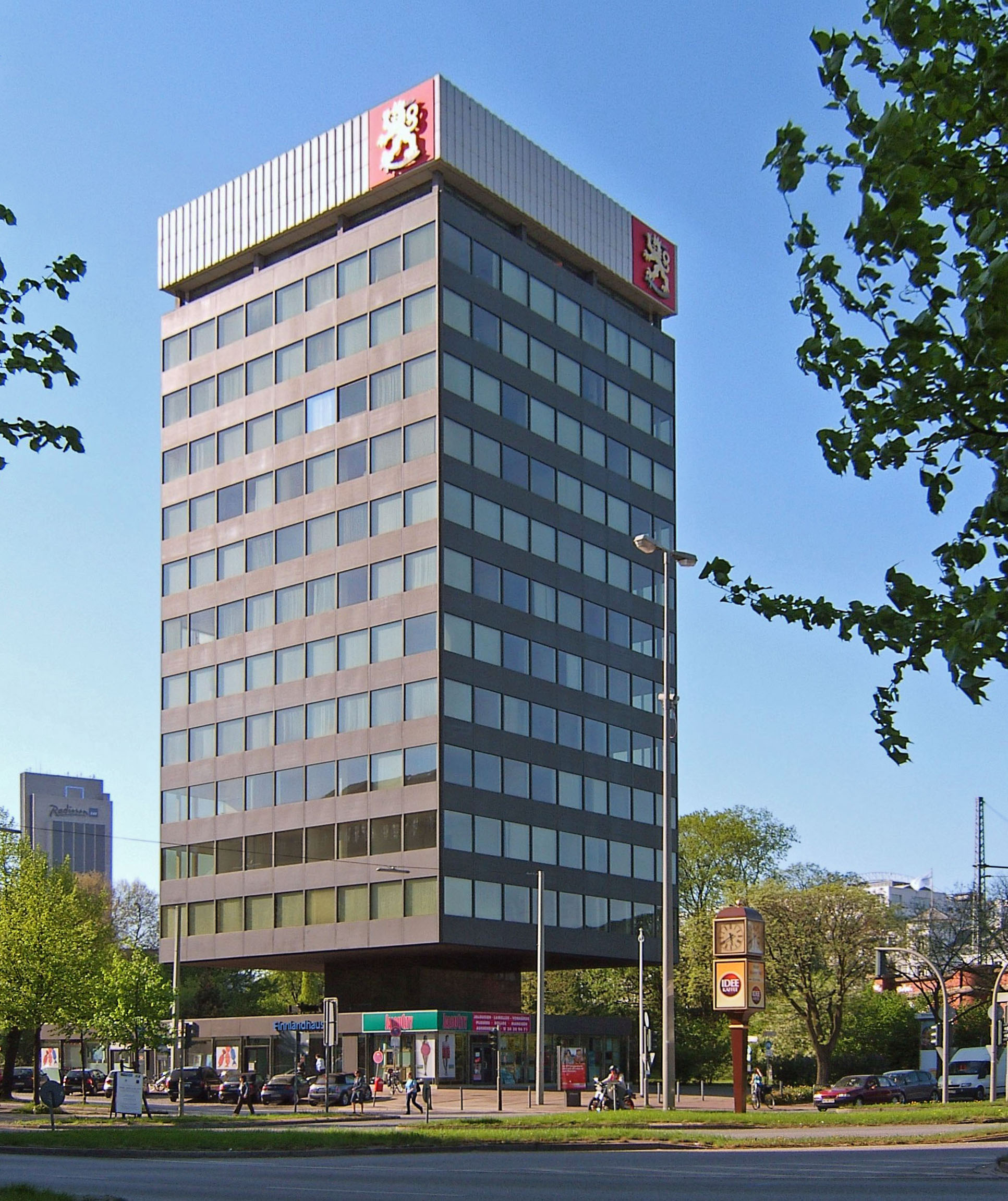
Finnlandhaus in Hamburg (Bild: 2006)

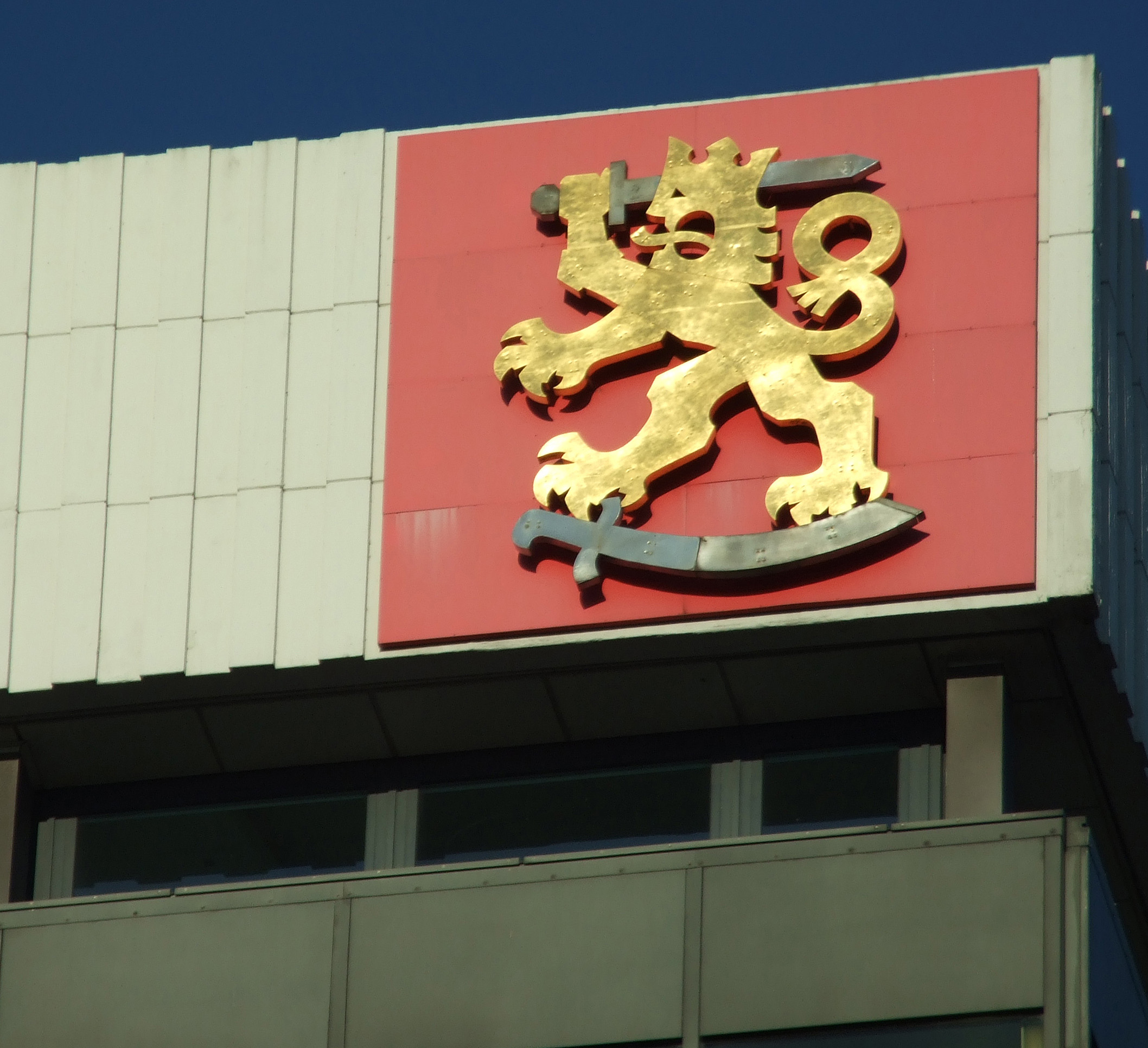
Wappen Finnlands an der Betonbrücke des Trägergeschosses (Südostecke).
Darunter die nach innen versetzte Fensterreihe der obersten Nutzetage (12. OG)

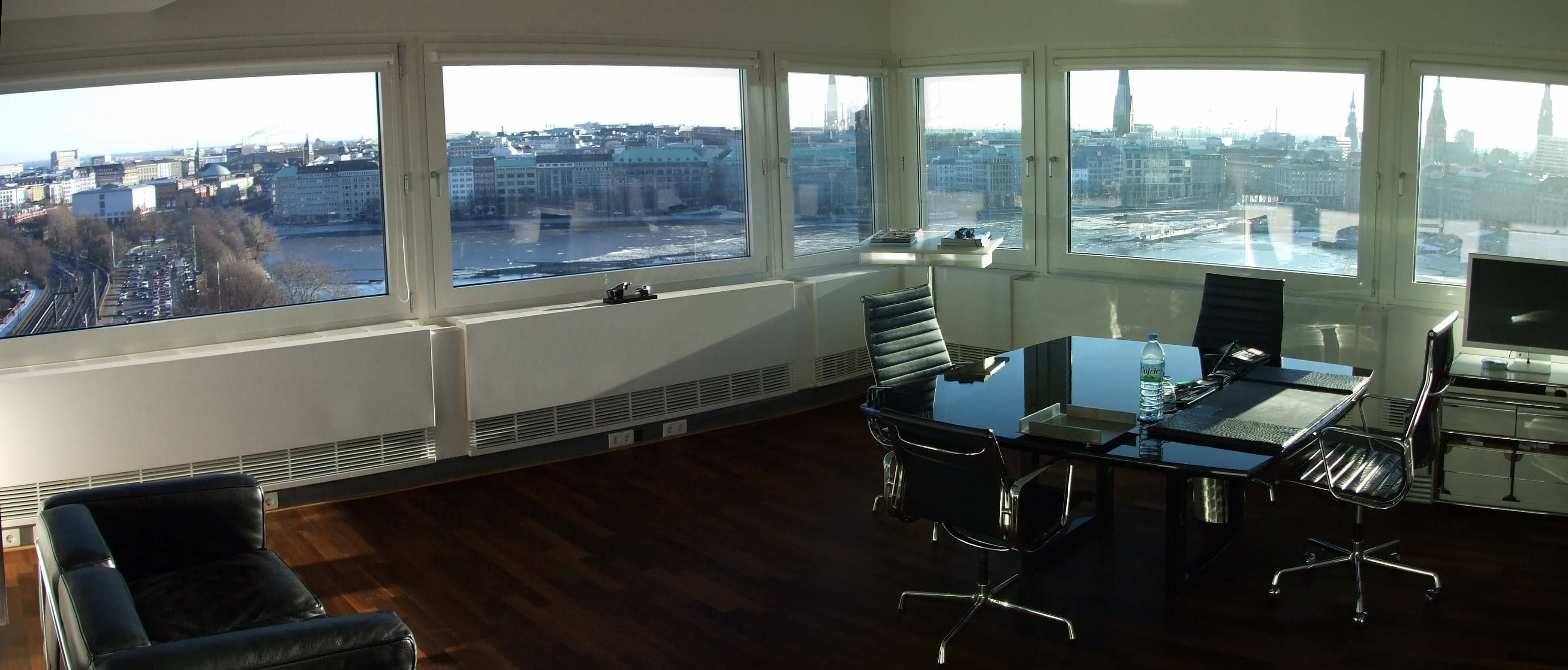
Blick aus derselben Ecke in südöstlicher Richtung über die Binnenalster. Bis 1996 residierte hier das Restaurant im Finnlandhaus (Bild: 2009)

Das Finnlandhaus in Hamburg ist ein 1966 fertiggestelltes Hochhaus, das unter anderem das finnische Generalkonsulat beherbergte. Auffällig ist der zentral angeordnete, schmale Fuß, auf dem das Gebäude ruht. Der an der rechten oberen Ecke jeder Fassadenseite angebrachte goldene Löwe auf rotem Grund ist eine vereinfachte Darstellung des finnischen Staatswappens.

## Struktur
Das Gebäude hat 14 oberirdische Stockwerke und ist 50,5 m hoch; die Kantenlänge des quadratischen Grundrisses beträgt 20,4 m, die Unterkante des oberen Geschossteils liegt 7,5 m über Grund. Der Stahlbetonbau ist als Hängekonstruktion ausgeführt. Die 13 Etagen oberhalb der 6,9 m schmalen Taillierung sind an Kragarmen des bis in die oberste Etage durchgehenden Erschließungskerns aufgehängt. Das 13. OG (Trägergeschoss) enthält die Kragarmstrukturen und neben den Aufzugmotoren und Teilen der Gebäudetechnik ein paar Abstellflächen. Die Gesamtnutzfläche beträgt 4.315 m². Die Büroflächen (ohne Restaurantgeschoss) sind für 330 Beschäftigte ausgelegt.
Die zweigeschossige Unterkellerung verfügt über einen Bunker für 2.000 Personen, der mit Luftfilter, Vorratslager, Küchen, Waschräumen, Schleusensystem und einem 200 m tiefen Brunnen zur unabhängigen Wasserversorgung ausgestattet ist, was einen wenigstens 30 Tage dauernden Aufenthalt ermöglichen soll. Das Notstromaggregat stellt auch ohne Bunkerbelegung die Stromversorgung sicher. Dies ist die erste öffentliche Schutzeinrichtung, die nach dem Krieg in Hamburg neu gebaut wurde; die Kosten für den Ausbau als Bunker wurden vom Bundesinnenministerium gestellt. Der Aufenthaltsbereich wird regulär als Tiefgarage für 52 Pkw genutzt.

## Geschichte

### Planung und Gesellschafter
Mit den seinerzeit stetig steigenden Exporten Finnlands in die Bundesrepublik kam dem Deutschlandvertreter der finnischen Papierindustrie 1956 die Idee für ein Haus, das „an exponierter Lage für Finnland wirbt“. Der heutige Standort war schon damals im Gespräch, wurde aber erst mit dem neuen Bebauungsplan für die Esplanade endgültig beschlossen, der drei Punkthochhäuser und den Bau einer Hochstraße anstelle der denkmalgeschützten, geschlossenen klassizistischen Bebauung vorsah. Sechzehn größere finnische Unternehmen gründeten am 10. Mai 1961 die Finnlandhaus GmbH, die das Grundstück erwarb und dem Bauunternehmer Robert Vogel und Anna M. M. Vogel ein Erbbaurecht auf 50 Jahre einräumten.
Die Finnlandhaus GmbH wurde am 14. September 2001 mit einem Kapital von damals 2,3 Mio. DM in die Finnlandhaus GmbH & Co. KG umgewandelt und am 28. Oktober 2003 endgültig aufgelöst. Die Robert Vogel GmbH verkaufte das Finnlandhaus im April 2012 an den Unternehmer Dieter Becken, der es 2016/17 sanieren und den Schriftzug „Finnlandhaus“ durch „BECKEN“ ersetzen ließ. Die Becken Holding GmbH belegt seither die obersten fünf Etagen.

### Bau
Der Entwurf stammt vom Büro HPP Hentrich-Petschnigg & Partner KG (Helmut Hentrich (1905–2001), Hubert Petschnigg (1913–1997)) und Fritz Rafeiner vom Hamburger Planungsbüro. Bauingenieure waren Fritz Leonhardt (1909–1999), Wolfhardt Andrä, Kuno Boll und F. J. Wegner. Aus dem Büro Leonhardt und Andrä war weiter der Ingenieur Tragwerk-Experte Jörg Schlaich beteiligt. Bauherrin war Anna M. M. Vogel.
Planungsbeginn war das Jahr 1961. 1963 wurde für den Bau des Hauses der Denkmalschutz für die bisherigen Gebäude Esplanade 41, 42, 43 (1827–30 von Baumeister Carl Ludwig Wimmel errichtet) aufgehoben und diese abgerissen. Mit dem Bau wurde 1964 begonnen. Die geplanten Gebäudekosten wurden mit acht Mio. Mark angegeben, davon 5,5 Mio. reine Baukosten. Die tatsächlichen Baukosten lagen bei 6,06 Mio. DM.
Der Entwurf des Finnlandhauses sah eine ungewöhnliche Statik vor: Üblicherweise wurden Hochhäuser in den 1960er Jahren in Skelettbauweise errichtet, wobei in der Mitte ein Erschließungskern die zentralen Lasten trägt, die am Rand – bei breiten Gebäuden auch dazwischen im Rastermaß – von Betonständern getragen wird. Das Skelett wird dann von einer Curtain Wall (Vorhangfassade) umschlossen. Beim Finnlandhaus gibt es außer dem Erschließungskern keine tragenden Elemente, die Lasten in den Boden ableiten. Dies hat neben der rationellen Fertigung des Kerns den Vorteil, dass die für den Eingangsbereich übliche Öffnung nicht erst durch Ableitung von Trägerlasten über Querbalken geschehen muss. Die vertikalen Träger, an denen die Geschosse hängen, werden nur auf Zug beansprucht, und müssen nicht gegen Beulen ausgelegt werden.
Zuerst wurde also der zentralquadratische Erschließungskern (mit Treppenhaus, drei Aufzügen und den Versorgungsleitungen) aus Stahlbeton bis zur heutigen Gebäudehöhe errichtet. An diesem wurde eine am Boden gezimmerte Schalungsplattform hochgezogen und das oberste Geschoss mit acht vorgespannten Kragarmen betoniert. An diesen wurden zwölf sich nach unten verjüngende Stahlhänger befestigt, die sich bis zur Höhe des untersten Hochgeschosses erstrecken. Die Geschossdecken wurden anschließend auf der sich abwärts bewegenden Arbeitsplattform von oben nach unten gebaut und hängend befestigt. Diese Bauweise ist in Deutschland nie zuvor angewandt worden. Im Oktober 1965 war das oberste Geschoss fertiggestellt, am 30. April 1966 wurde Richtfest gefeiert.
Schon auf dem Bauzaun wurde in kurzem Abstand wiederholt das Wappen Finnlands akkurat aufgemalt. Gleichzeitig mit dem Finnlandhaus wurde in gut einem Kilometer Entfernung das IBM-Hochhaus gebaut (ebenfalls von Anna M. M. Vogel). Die Presse berichtete über das „Wettrennen“ zwischen beiden Gebäuden, welches das Finnlandhaus gewann.

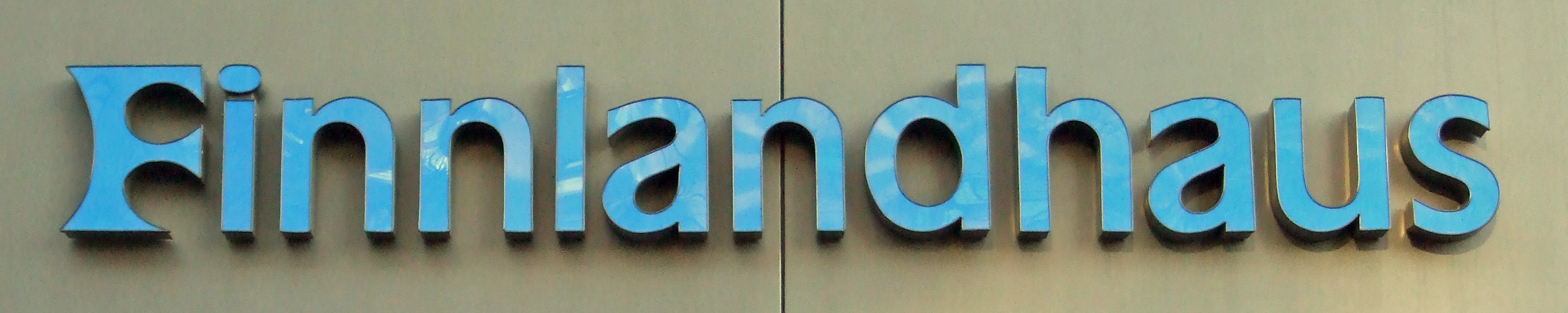
Der frühere Schriftzug über dem Eingang (bis 2016)

Anfangs prangte auch am Haupteingang groß das Finnische Staatswappen, heute ist stattdessen der Schriftzug Finnlandhaus über dem Türportal zu sehen. 1980 wurden die Fenster mit Isolierglas ausgerüstet und die Fassadenplatten wärmegedämmt. Die Fassade und die Fahrstühle wurden um 1987 teilweise erneuert. Die oberen Stockwerke sind neben den Fahrstühlen mit nur einem Treppenhaus verbunden. Am 12. Februar 1988 wurden im achten Stock (ca. 35 m über Grund) daher vier ausfaltbare textile Notrutschen fest installiert, die sich für den Notfall außen am Gebäude ausfalten lassen. Der ungewöhnliche Ausstieg wird jährlich geübt.
Das Finnlandhaus steht als Baudenkmal seit Anfang 2002 unter Denkmalschutz, und wurde 2016/17 saniert.

### Nutzung
Nach seiner Fertigstellung ging das Finnlandhaus an die Frankfurter Finnlandhaus GmbH, später an die Robert Vogel KG. Es beherbergte neben dem finnischen Generalkonsulat zunächst auch Büros der Finnair (EG) und anderer finnischer Unternehmen und im obersten Stock das Restaurant im Finnlandhaus (→ unten). Der ehemalige Hamburger Bürgermeister Edgar Engelhard hatte dort sein Büro für Wirtschaftsberatung. 1992 hatte ein Autohaus einen Showroom für Rolls-Royce, Bentley und Aston Martin eingerichtet.
Heute haben außer dem Generalkonsulat nur noch die Büros von UPM-Kymmene einen direkten Bezug zu Finnland. Weitere Nutzer sind heute u. a. eine Rechtsanwaltskanzlei, eine Wirtschaftsprüfungsgesellschaft und ein Büro für Unternehmensberatung.

### Restaurant im Finnlandhaus
Das Restaurant im Finnlandhaus wurde am 12. Januar 1967 im zwölften Stock eröffnet. Die Tische waren an der Ost- und einem Teil der Südseite angeordnet und boten 77 Gästen Platz. Das Gastronomenehepaar Rose und Dieter Pauly servierte finnische Spezialitäten. 1980 übernahm Jürgen Schlotter das Restaurant. Küchenchefs waren u. a. Hans-Jürgen Siemonsen (1972), Bernard Ponson (1992). 1996 wurde das Restaurant geschlossen; die Flächen werden heute als Büroräume genutzt (→ Abb.).

## Standort
Esplanade 41, 20354 Hamburg
Das Gebäude steht an der Nordwestecke von Esplanade und Alsterufer, nahe der Lombardsbrücke, die Außen- und Binnenalster trennt. Es ist bei der Vorbeifahrt mit der Fernbahn kurz vor dem Bahnhof Dammtor auf der linken Seite in nur 25 m Entfernung gut zu sehen.
Das 70 Meter westlich angrenzende Burmah-Hochhaus, fertiggestellt 1959, entstand ebenfalls nach Plänen der HPP Hentrich-Petschnigg & Partner KG.
2018 erstellte der Eigentümer des Finnlandhauses, Dieter Becken, am Nachbargrundstück (Esplanade 40) ein 15-geschossiges Hochhaus, das Esplanade XL. Die 6.310 m² Gesamtfläche wurden an Büros vermietet.

## Architektonische Bezüge

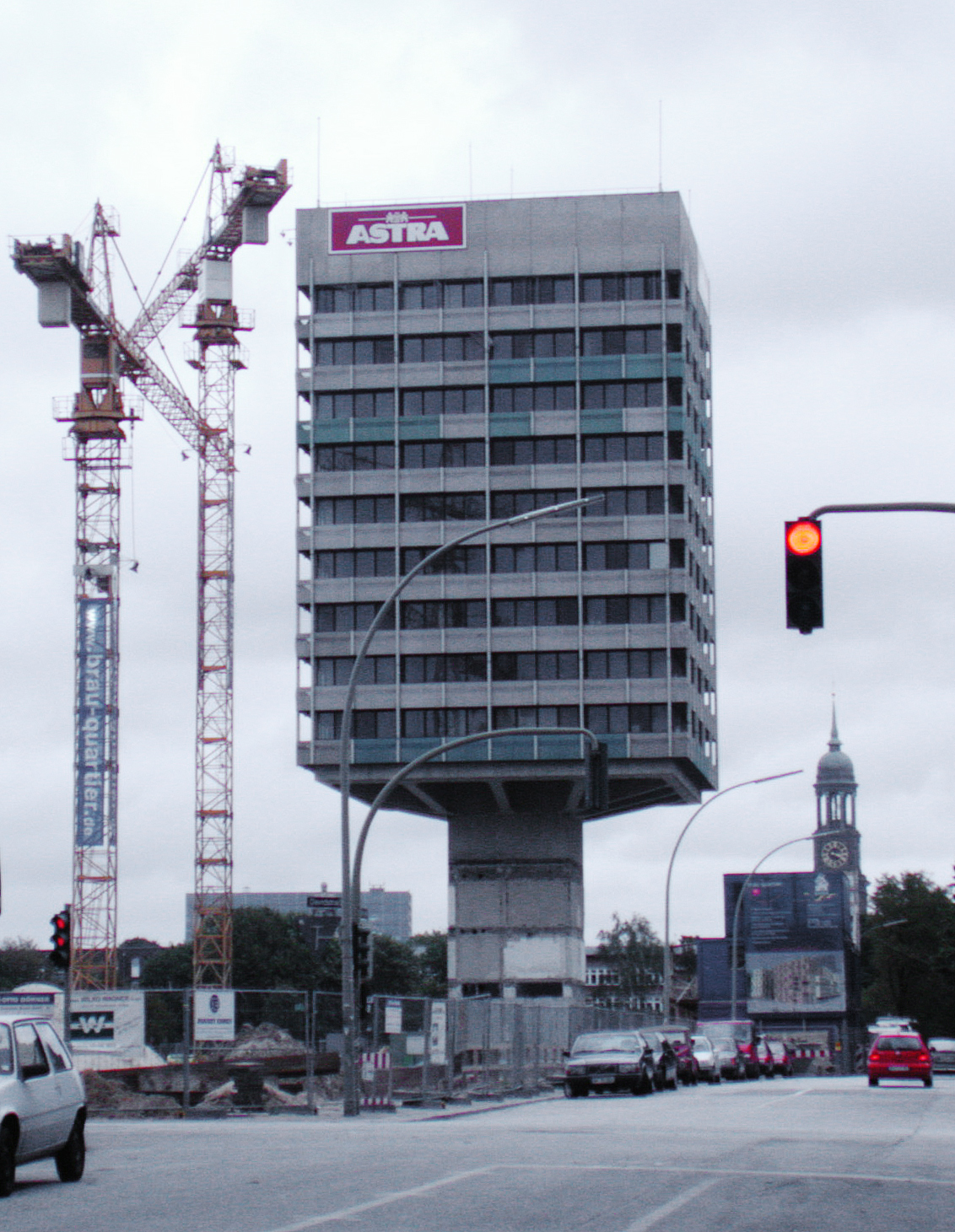
Astraturm in Hamburg
(die drei Grundgeschosse sind bereits abgerissen)

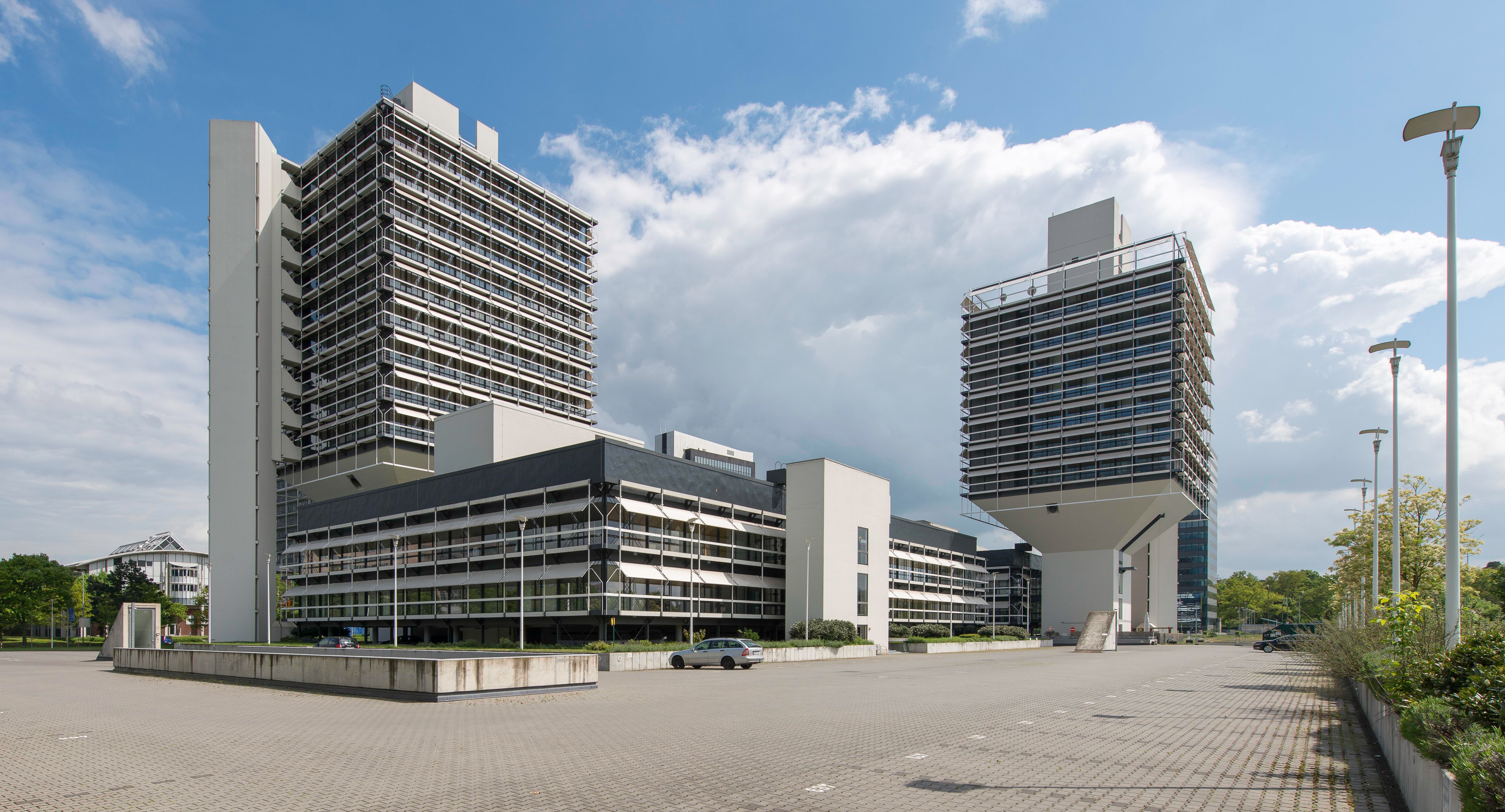
Olivetti-Türme in Frankfurt

Bereits 1970 errichteten Carl-Friedrich Fischer und Horst von Bassewitz mit dem 50 Meter hohen Astra-Turm in Hamburg ein Gebäude von nahezu identischer Gestalt – die markante Form sollte hier im Sinne der auftraggebenden Bavaria-St.Pauli-Brauerei an eine Pilstulpe anspielen. Es wurde 2006 abgerissen, da man befürchtete, dass die in unmittelbarer Nachbarschaft geplanten Bauten das Fundament des Astra-Turmes beeinträchtigen. An derselben Stelle steht heute der 60 Meter hohe Neue Astra-Turm. Das vom Architekturbüro KSP Engel und Zimmermann entworfene Gebäude deutet die frühere Form nur noch durch eine Einschnürung in der Fassade des dritten Obergeschosses an.

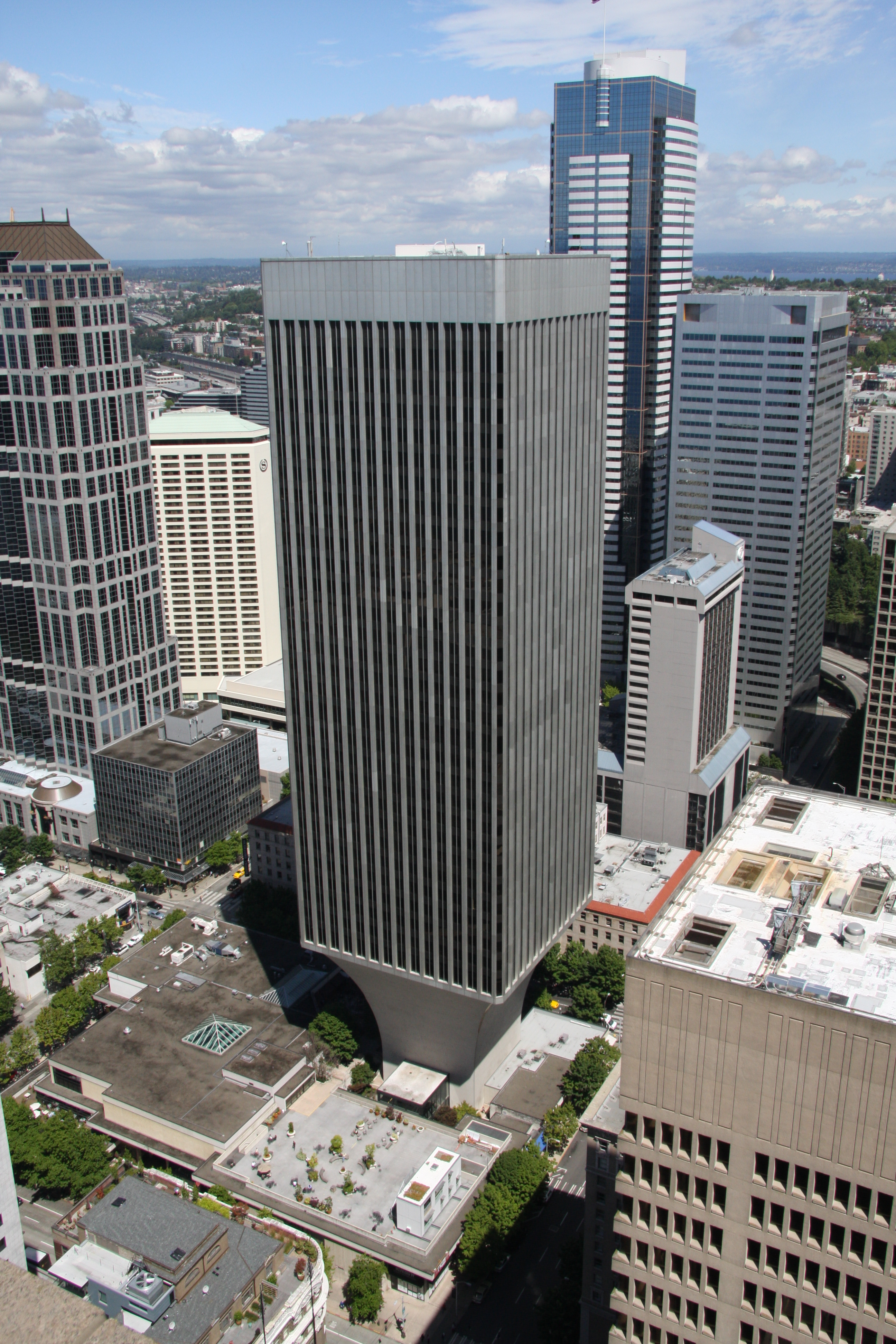
Rainier Tower, Seattle (Bild: 2008)

Auch der 1977 fertiggestellte 157 m hohe Rainier Bank Tower (heute: Rainier Tower) in Seattle hat einen quadratischen Grundriss mit zentralem, ebenfalls quadratischen Erschließungskern (mit zwei Treppenhäusern und sieben Aufzügen).
1972 wurden die beiden von Egon Eiermann entworfenen Olivetti-Türme in Frankfurt mit überhohen Erschließungskernen und beigestelltem Treppenhaus fertiggestellt. Der 57 Meter hohe Turm II steht weitgehend frei.
Die 1990 erbauten fünf Dhat-El-Emad-Türme im Central Business District in Tripolis sind dem Finnlandhaus in ihrer Form sehr ähnlich. Der Übergang vom Kern zum untersten Hochgeschoss erfolgt durch die diagonale Verstärkung dort jedoch nicht so abrupt und lässt darauf schließen, dass die Türme nicht als Hängekonstruktion errichtet wurden.
Im weitesten Sinne architektonisch vergleichbar sind auch der 46 Meter hohe Bierpinsel in Berlin-Steglitz und der Tour EDF-GDF in Cergy bei Paris.

## Andere Finnlandhäuser
Finnlandhäuser als Ansammlung von Unternehmen und kulturellen Institutionen mit finnischem Bezug gibt es weltweit (z. B. das 1997 errichtete, 130 Meter hohe Finland House in New York City).
Im Oktober 2009 weihten die Ministerpräsidenten Finnlands Matti Vanhanen und Russlands Wladimir Putin das Finnlandhaus in St. Petersburg ein. In den drei Gebäuden sind Wirtschaftsunternehmen, Kultur- und Bildungseinrichtungen untergebracht.
Auch im Felleshus in Berlin ist Finnland gemeinsam mit den anderen skandinavischen Ländern vertreten.

## Bildergalerie

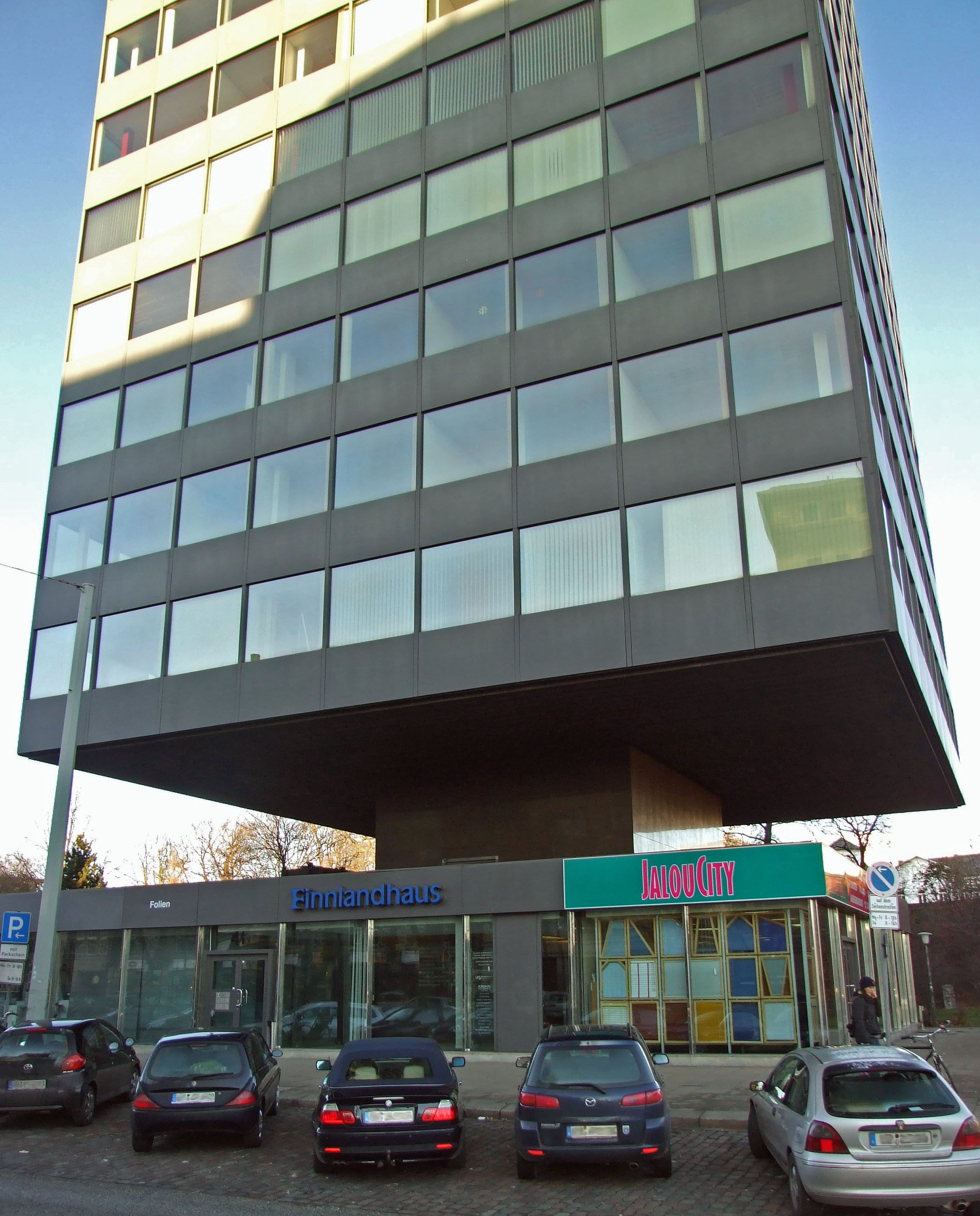
Südseite mit Eingang
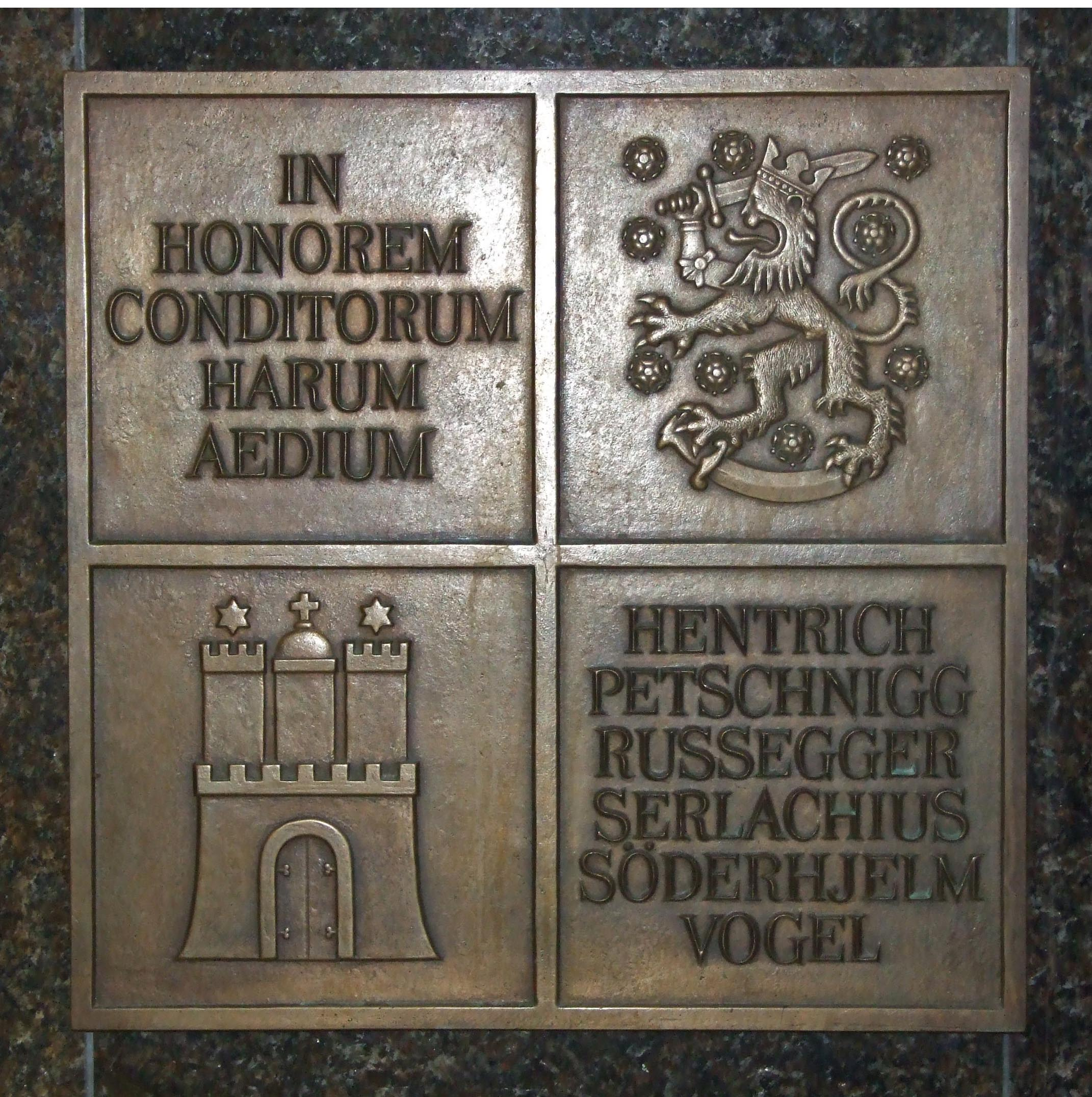
Gedenktafel im Treppenhaus